# 王思敬
王思敬（1934年12月27日—），原籍安徽巢湖，出生于上海，中国工程地质、环境地质和岩体力学专家，中国工程院院士。

## 生平
1963年毕业于前苏联莫斯科地质学院，获副博士学位。1995年当选为中国工程院院士。